# 721 Tabora
A 721 Tabora (ideiglenes jelöléssel 1911 MZ) egy kisbolygó a Naprendszerben. Franz Kaiser fedezte fel 1911. október 18-án.